# Salpocola philippinensis
Salpocola philippinensis is een tweekleppigensoort uit de familie van de Lasaeidae. De wetenschappelijke naam van de soort is voor het eerst geldig gepubliceerd in 1981 door Habe & Kanazawa.